# Franz Bömer

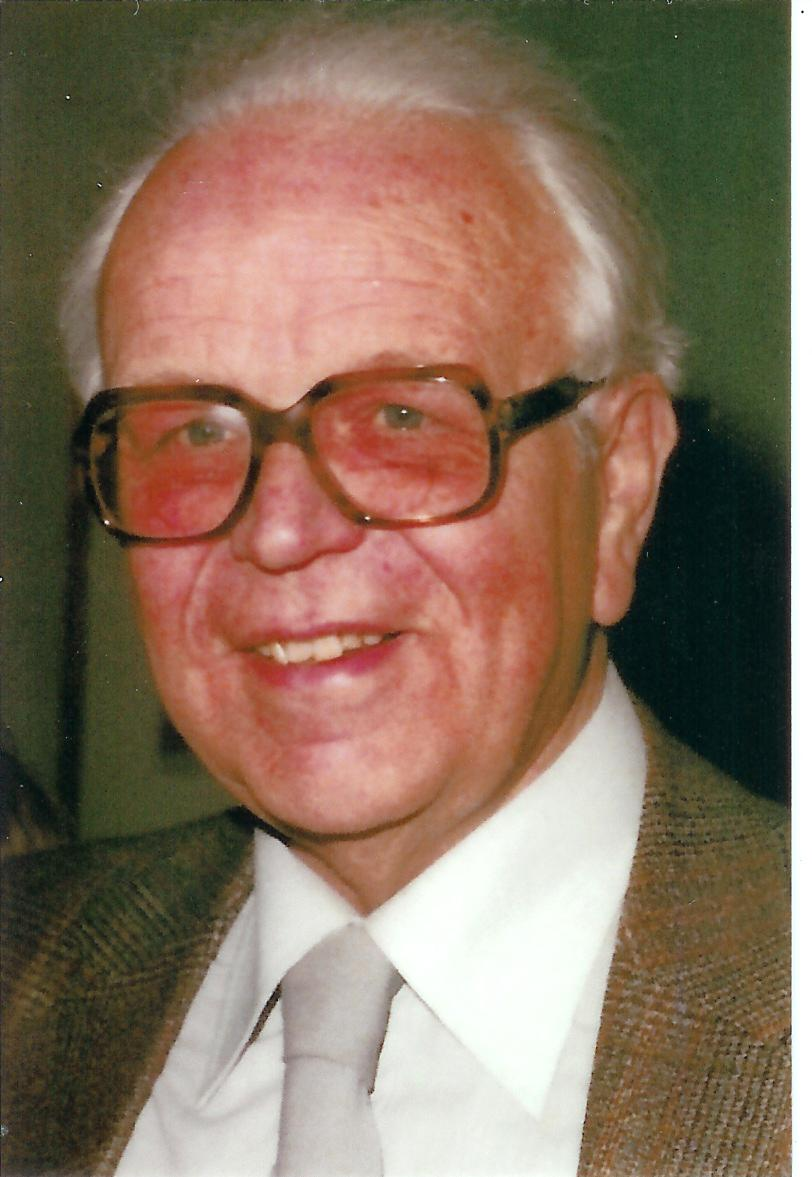
Franz Bömer

Franz Bömer (* 14. März 1911 in Bochum; † 27. Januar 2004 in Hamburg) war ein deutscher Klassischer Philologe und Lehrer.

## Leben
Bömer studierte an der Universität Bonn und wurde dort 1934 mit einer Arbeit über den lateinischen Neuplatonismus und Claudianus Mamertus promoviert. 1933 trat Bömer der SA bei, zum 1. Mai 1937 auch der NSDAP (Mitgliedsnummer 4.116.684). Von 1935 bis 1937 war er Mitarbeiter des Thesaurus Linguae Latinae und habilitierte sich 1939 in Berlin mit einer Arbeit über den römischen Ahnenkult. 1944 wurde er außerplanmäßiger Professor. Nach dem Zweiten Weltkrieg trat Bömer 1948 in den Schuldienst. Von 1955 bis zu seiner Pensionierung 1974 war er Direktor des Wilhelm-Gymnasiums in Hamburg.
Bömer war von 1951 bis 1999 einer der Herausgeber der Zeitschrift Gymnasium. Er blieb auch im Schuldienst wissenschaftlich tätig und schuf unter anderem Komplettkommentare zu Ovids Metamorphosen und  Fasti. Daneben beschäftigte sich Bömer auch mit der Religion der Sklaven in Griechenland und Rom.
Von 1961 bis zu seinem Tod im Jahre 2004 lebte er in Norderstedt bei Hamburg.

## Schriften
- Der lateinische Neuplatonismus und Neupythagoreismus und Claudianus Mamertus in Sprache und Philosophie. Harrassowitz, Leipzig 1936.
- Ahnenkult und Ahnenglaube im alten Rom. Teubner, Leipzig 1943.
- Rom und Troia: Untersuchungen zur Frühgeschichte Roms. Verlag für Kunst und Wissenschaft, Baden-Baden 1951.
- P. Ovidius Naso, Die Fasten.Winter, Heidelberg, 1957–1958.
- Untersuchungen über die Religion der Sklaven in Griechenland und Rom. 4 Teile. Steiner, Wiesbaden 1958–1963 (= Abhandlungen der geistes- und sozialwissenschaftlichen Klasse der Akademie der Wissenschaften und der Literatur in Mainz. Jahrgang 1957, Nr. 7, Jahrgang 1960, Nr. 1, Jahrgang 1961, Nr. 4, Jahrgang 1963, Nr. 10). Teil 1 in 2. Auflage 1981, ISBN 3-515-03646-6. Teil 3 in 2. Auflage 1990, .
  - Erster Teil: Die wichtigsten Kulte und Religionen in Rom und im lateinischen Westen.
  - Zweiter Teil: Die sogenannte sakrale Freilassung in Griechenland und die (δοὗλοι) ἱεροί.
  - Dritter Teil: Die wichtigsten Kulte der griechischen Welt.
  - Vierter Teil: Epilegomena.
- P. Ovidius Naso, Metamorphosen: Kommentar. 9 Bände. Carl Winter Universitätsverlag, Heidelberg 1969–2006.